# Autochloris patagiata
Autochloris patagiata är en fjärilsart som beskrevs av Dyar 1909. Autochloris patagiata ingår i släktet Autochloris och familjen björnspinnare. Inga underarter finns listade i Catalogue of Life.